# بوبي بيرس (لاعب كرة قاعدة)
بوبي بيرس (بالإنجليزية: Bobby Pierce)‏ هو لاعب كرة قاعدة أمريكي، ولد في 18 يوليو 1959 في ماريانا في الولايات المتحدة.